# Happy End (película de 2017)
Happy End es una película dramática francesa de 2017 dirigida por Michael Haneke. Protagonizada por Isabelle Huppert y Jean-Louis Trintignant, el filme fue seleccionado para concursar en el Festival de Cannes para competir por la Palma de oro.

## Sinopsis
La película gira en torno a una familia burguesa, con el drama de los refugiados al fondo. La familia, encabezada por el abuelo Georges, de 85 años, está dividida entre Arlés y Calais, donde posee una importante empresa. En el sur, su hijo Thomas, médico y con una hija, Eve, sufre un inesperado revés: la muerte de su exmujer. Tras el accidente, la niña habrá de volver al domicilio familiar. Por otra parte, en Calais, Anne tiene graves problemas para mantener la propiedad de la empresa familiar, ahora en manos de los acreedores. Entretanto, el abuelo, que no lleva bien la vejez, escapa con su automóvil y se estrella. También Anne prepara su boda entre uno y otro suceso. Alejado de la realidad familiar, el heredero del clan e hijo de Anne, Pierre, durante la boda de su madre parece más interesado en los problemas de miles de refugiados. A la par, el abuelo pide a Eve un "final feliz".

## Reparto
- Isabelle Huppert como Anne Laurent.
- Jean-Louis Trintignant como Georges Laurent.
- Mathieu Kassovitz como Thomas Laurent.
- Fantine Harduin como Eve Laurent.
- Franz Rogowski como Pierre Laurent.
- Laura Verlinden como Anaïs Laurent.
- Toby Jones como Lawrence Bradshaw.
- Loubna Abidar

## Recepción
Happy End recibió reseñas positivas de parte de la crítica y de la audiencia. En la página web Rotten Tomatoes, la película obtuvo una aprobación de 70%, basada en 155 reseñas, con una calificación de 6.9/10, mientras que de parte de la audiencia tuvo una aprobación de 53%, basada en 576 votos, con una calificación de 3.3/5.
Metacritic le dio a la película una puntuación 72 de 100, basada en 30 reseñas, indicando "reseñas generalmente favorables". En el sitio web IMDb los usuarios le han dado una calificación de 6.6/10, sobre la base de 15 872 votos. En la página FilmAffinity tiene una calificación de 6.4/10, basada en 3964 votos.

## Recompensa
- 2017 - Festival de Cannes : selección oficial